# Недзьвяда-Дужа
Недзьвяда-Дужа (пол. Niedźwiada Duża) — село в Польщі, у гміні Лазіська Опольського повіту Люблінського воєводства.
Населення — 301 особа (2011).

## Демографія
Демографічна структура станом на 31 березня 2011 року:
|          | Загалом | Допрацездатний вік | Працездатний вік | Постпрацездатний вік |
| -------- | ------- | ------------------ | ---------------- | -------------------- |
| Чоловіки | 150     | 37                 | 92               | 21                   |
| Жінки    | 151     | 29                 | 75               | 47                   |
| Разом    | 301     | 66                 | 167              | 68                   |